# Ciclismo nos Jogos Olímpicos de Verão de 2008 - Velocidade masculino
A prova de velocidade individual masculino do ciclismo olímpico ocorreu em 19 de agosto no Velódromo Laoshan.

## Medalhistas
| Ouro   | GBR Chris Hoy        |
| Prata  | GBR Jason Kenny      |
| Bronze | FRA Mickaël Bourgain |

## Preliminares
| Pos. | Ciclista               | Tempo    | Vel. média (km/h) |
| ---- | ---------------------- | -------- | ----------------- |
| 1    | GBR Chris Hoy          | 9.815 OR | 73.357            |
| 2    | GBR Jason Kenny        | 9.857    | 73.044            |
| 3    | GER Stefan Nimke       | 10.064   | 71.542            |
| 4    | FRA Kévin Sireau       | 10.098   | 71.301            |
| 5    | FRA Mickaël Bourgain   | 10.123   | 71.125            |
| 6    | GER Maximilian Levy    | 10.199   | 70.595            |
| 7    | MAS Azizulhasni Awang  | 10.272   | 70.093            |
| 8    | ITA Roberto Chiappa    | 10.314   | 69.808            |
| 9    | NED Theo Bos           | 10.318   | 69.780            |
| 10   | AUS Mark French        | 10.337   | 69.652            |
| 11   | JPN Kazunari Watanabe  | 10.346   | 69.592            |
| 12   | AUS Ryan Bayley        | 10.362   | 69.484            |
| 13   | NED Teun Mulder        | 10.373   | 69.410            |
| 14   | JPN Tsubasa Kitatsuru  | 10.391   | 69.290            |
| 15   | USA Michael Blatchford | 10.470   | 68.767            |
| 16   | CHN Zhang Lei          | 10.497   | 68.591            |
| 17   | POL Łukasz Kwiatkowski | 10.504   | 68.545            |
| 18   | RUS Denis Dmitriev     | 10.565   | 68.149            |
| 19   | CZE Adam Ptáčník       | 10.569   | 68.123            |
| 20   | GRE Vasileios Reppas   | 10.966   | 65.657            |
| 21   | EST Daniel Novikov     | 11.187   | 64.360            |

## Primeira fase
| Atleta             | Tempo  | Vel. média (km/h) |
| ------------------ | ------ | ----------------- |
| GBR Chris Hoy      | 10.607 | 67.879            |
| RUS Denis Dmitriev |        |                   |

| Atleta                 | Tempo  | Vel. média (km/h) |
| ---------------------- | ------ | ----------------- |
| GBR Jason Kenny        | 10.672 | 67.466            |
| POL Łukasz Kwiatkowski |        |                   |

| Atleta           | Tempo  | Vel. média (km/h) |
| ---------------- | ------ | ----------------- |
| GER Stefan Nimke | 10.828 | 66.494            |
| CHN Zhang Lei    |        |                   |

| Atleta                 | Tempo  | Vel. média (km/h) |
| ---------------------- | ------ | ----------------- |
| FRA Kévin Sireau       | 10.742 | 67.026            |
| USA Michael Blatchford |        |                   |

| Atleta                | Tempo  | Vel. média (km/h) |
| --------------------- | ------ | ----------------- |
| FRA Mickaël Bourgain  | 10.562 | 68.168            |
| JPN Tsubasa Kitatsuru |        |                   |

| Atleta              | Tempo  | Vel. média (km/h) |
| ------------------- | ------ | ----------------- |
| GER Maximilian Levy | 10.840 | 66.420            |
| NED Teun Mulder     |        |                   |

| Atleta                | Tempo  | Vel. média (km/h) |
| --------------------- | ------ | ----------------- |
| AUS Ryan Bayley       | 10.762 | 66.902            |
| MAS Azizulhasni Awang |        |                   |

| Atleta                | Tempo  | Vel. média (km/h) |
| --------------------- | ------ | ----------------- |
| ITA Roberto Chiappa   | 10.786 | 66.753            |
| JPN Kazunari Watanabe |        |                   |

Bateria 9
| Atleta          | Tempo  | Average speed (km/h) |
| --------------- | ------ | -------------------- |
| NED Theo Bos    | 10.959 | 65.699               |
| AUS Mark French |        |                      |

### Primeira fase da repescagem
| Atleta             | Tempo  | Vel. média (km/h) |
| ------------------ | ------ | ----------------- |
| NED Teun Mulder    | 10.889 | 66.121            |
| AUS Mark French    |        |                   |
| RUS Denis Dmitriev |        |                   |

| Atleta                 | Tempo  | Vel. média (km/h) |
| ---------------------- | ------ | ----------------- |
| MAS Azizulhasni Awang  | 10.959 | 65.699            |
| JPN Tsubasa Kitatsuru  |        |                   |
| POL Łukasz Kwiatkowski |        |                   |

| Atleta                 | Tempo  | Vel. média (km/h) |
| ---------------------- | ------ | ----------------- |
| JPN Kazunari Watanabe  | 10.965 | 65.663            |
| USA Michael Blatchford |        |                   |
| CHN Zhang Lei          |        |                   |

## Segunda fase
| Atleta                | Tempo  | Vel. média (km/h) |
| --------------------- | ------ | ----------------- |
| GBR Chris Hoy         | 10.636 | 67.694            |
| JPN Kazunari Watanabe |        |                   |

| Atleta                | Tempo  | Vel. média (km/h) |
| --------------------- | ------ | ----------------- |
| GBR Jason Kenny       | 10.531 | 68.369            |
| MAS Azizulhasni Awang |        |                   |

| Atleta           | Tempo  | Vel. média (km/h) |
| ---------------- | ------ | ----------------- |
| NED Teun Mulder  | 10.888 | 66.127            |
| GER Stefan Nimke |        |                   |

| Atleta           | Tempo  | Vel. média (km/h) |
| ---------------- | ------ | ----------------- |
| NED Theo Bos     | 10.777 | 66.808            |
| FRA Kévin Sireau |        |                   |

| Atleta               | Tempo  | Vel. média (km/h) |
| -------------------- | ------ | ----------------- |
| FRA Mickaël Bourgain | 10.734 | 67.706            |
| ITA Roberto Chiappa  |        |                   |

| Atleta              | Tempo  | Vel. média (km/h) |
| ------------------- | ------ | ----------------- |
| GER Maximilian Levy | 10.763 | 66.895            |
| AUS Ryan Bayley     |        |                   |

### Segunda fase da repescagem
| Atleta                | Tempo  | Vel. média (km/h) |
| --------------------- | ------ | ----------------- |
| FRA Kévin Sireau      | 10.570 | 68.117            |
| JPN Kazunari Watanabe |        |                   |
| AUS Ryan Bayley       |        |                   |

| Atleta                | Tempo  | Vel. média (km/h) |
| --------------------- | ------ | ----------------- |
| MAS Azizulhasni Awang | 11.010 | 65.395            |
| GER Stefan Nimke      |        |                   |
| ITA Roberto Chiappa   |        |                   |

## Quartas de final
| Atleta                | Corrida 1 | Corrida 2 |
| --------------------- | --------- | --------- |
| GBR Chris Hoy         | 10.820    | 10.302    |
| MAS Azizulhasni Awang |           |           |

| Atleta           | Corrida 1 | Corrida 2 |
| ---------------- | --------- | --------- |
| GBR Jason Kenny  | 10.546    | 10.595    |
| FRA Kévin Sireau |           |           |

| Atleta              | Corrida 1 | Corrida 2 |
| ------------------- | --------- | --------- |
| GER Maximilian Levy | 10.689    | 10.660    |
| NED Teun Mulder     |           |           |

| Atleta               | Corrida 1 | Corrida 2 |
| -------------------- | --------- | --------- |
| FRA Mickaël Bourgain | 10.524    | 10.463    |
| NED Theo Bos         |           |           |

## Semifinais
| Atleta               | Corrida 1 | Corrida 2 |
| -------------------- | --------- | --------- |
| GBR Chris Hoy        | 10.260    | 10.358    |
| FRA Mickaël Bourgain |           |           |

| Atleta              | Corrida 1 | Corrida 2 |
| ------------------- | --------- | --------- |
| GBR Jason Kenny     | 10.594    | 10.335    |
| GER Maximilian Levy |           |           |

### Disputa do 9º ao 12º lugares
| Atleta                | Tempo  | Vel. média (km/h) | Pos. |
| --------------------- | ------ | ----------------- | ---- |
| GER Stefan Nimke      | 11.051 | 65.152            | 9    |
| ITA Roberto Chiappa   |        |                   | 10   |
| AUS Ryan Bayley       |        |                   | 11   |
| JPN Kazunari Watanabe |        |                   | 12   |

## Finais
Disputa pelo bronze
| Atleta               | Corrida 1 | Corrida 2 | Corrida 3 | Pos. |
| -------------------- | --------- | --------- | --------- | ---- |
| FRA Mickaël Bourgain | 11.047    |           | 10.560    |      |
| GER Maximilian Levy  |           | 10.666    |           | 4    |

Disputa pelo ouro
| Atleta          | Corrida 1 | Corrida 2 | Pos. |
| --------------- | --------- | --------- | ---- |
| GBR Chris Hoy   | 10.228    | 10.216    |      |
| GBR Jason Kenny |           |           |      |

### Disputa do 5º ao 8º lugares
| Atleta                | Tempo  | Vel. média (km/h) | Pos. |
| --------------------- | ------ | ----------------- | ---- |
| FRA Kévin Sireau      | 10.719 | 67.170            | 5    |
| NED Teun Mulder       |        |                   | 6    |
| NED Theo Bos          |        |                   | 7    |
| MAS Azizulhasni Awang |        |                   | 8    |